# Слађана Нина Перковић
Слађана Нина Перковић (Бања Лука, 1981) српска је књижевница из Босне и Херцеговине.

## Биографија
Дипломирала је новинарство на Универзитету у Бањој Луци и политичку комуникацију на Сорбони.
У својим дјелима се бави третманом женско-мушких односа.
Живи и раду у Паризу и Бањалуци.

## Награде
- Европска награда за књижевност, 2022.[3]

## Дјела
- Кухање, збирка прича, 2018.[4]
- У јарку, роман, 2020.[5]